# استادیا
استادیا (به لاتین: Stadion) یکای اندازه‌گیری درازا در دوران باستان بوده است. بر اساس نوشته‌های هرودوت، مورخ یونانی در یونان باستان، یک استادیا تقریباً برابر ۶۰۰ پا (در یونان باستان پوس) بوده است. با توجه به اندازهٔ یکای پوس و برابرهای آن در دنیای باستان برای هر منطقه‌ای این مقدار متفاوت است.
در دوران باستان، اراتوستن شعاع کرهٔ زمین را بر حسب استادیا با اندک خطایی محاسبه نموده است.
| نوع استادیا   | طول (تقریبی) | شرح                                              |
| ------------- | ------------ | ------------------------------------------------ |
| Itinerary     | ۱۵۷ متر      | برای اندازه‌گیری فاصله در سفرها مورد استفاده بود. |
| المپیایی      | ۱۷۶ متر      | ۶۰۰ × ۲۹۴ میلیمتر                                |
| ایتالیایی     | ۱۸۵ متر      | ۶۰۰ × ۳۰۸ میلیمتر                                |
| پارسی - بابِلی | ۱۹۶ متر      | ۶۰۰ × میلیمتر                                    |
| فنیقی - مصری  | ۲۰۹ متر      | ۶۰۰ × ۳۴۹ میلیمتر                                |